# 生死格鬥4
《生死格鬥4》（简称为DOA4）是由Team Ninja开发，特库摩发行的格鬥遊戲，属于生死格鬥系列，于2005年在Xbox 360平台发布。
游戏的故事模式通过战斗向玩家介绍新角色和对手，然后可以在游戏的其他模式中进行游戏。《生死格鬥4》广受好评，Metacritic的平均得分为85/100。

## 评价
《生死格鬥4》收到了大多数非常积极的评论。评论聚合网站GameRankings和Metacritic分别给出了85.49％和85/100的分数。
IGN的道格拉斯·佩里称《生死格鬥4》“是朝着这个系列的正确方向迈进”，并称赞战斗系统“更深入，更复杂”。GameSpot的Greg Kasavin写道：“这很简单：如果你喜欢格斗游戏，那么《生死格鬥4》就适合你。在众多强大的战士，精彩的动作和令人上瘾的在线模式之间，有很多东西可以帮助你学习，学习并且在这个系列的最新和最伟大的部分中掌握。“